# Комиссия по монастырским делам
Комиссия по монастырским делам (Dratshang Lhentshog) (Дзонг-кэ: གྲྭ་ཚང་ལྷན་ཚོགས་; Вайли: grwa-tshang lhan-tshogs) — это Комиссия по делам монашества Бутана. Согласно Конституции 2008 года, это бюро, осуществляющее надзор за буддизмом Друкпа Кагью, который является государственной религией Бутана. Хотя в Бутане есть государственная религия, роль религиозной администрации в идеале должна дополнять светские институты в рамках дуальной системы управления государством.

## Состав и функция
Согласно Конституции 2008 года, Комиссия по монастырским делам состоит из семи членов: Дже Кхемпо, является председателем, пять Лопонов (Дзонг-кэ: སློབ་དཔོན་ལྔ་; Вайли: slob-dpon lnga) из Жунг Драцанг (Дзонг-кэ: གཞུང་གྲྭ་ཚང་; Вайли: gzhung grwa-tshang; «Центральный Монашеский Орган») и государственный служащий, выполняющий функции секретаря, также входят в состав комитета. Согласно Конституции 2008 года, Жунг Драцанг и рабдеи (монашеские организации в других дзонгах, кроме Пунакха и Тхимпху) должны получать государственное финансирование и средства, необходимые для поддержки Друкпа Кагью.
Пять Лопонов также отвечают за назначение Дже Кхемпо. Они рекомендуют королю Бутана ученого и уважаемого монаха, посвященного в сан в соответствии с Друк-лу, который обладает девятью качествами духовного мастера и достиг совершенства в кед-дзог (духовном развитии и совершенствовании). Затем король назначает этого монаха на должность Дже Кхемпо, а Лопоны, в свою очередь, назначаются по тем же критериям Дже Кхемпо по рекомендации остальных членов Комиссии (Dratshang Lhentshog).
Заседающий Дже Кхенпо является формальным лидером южной ветви Друкпа Кагью, которая является частью традиции Кагью Гималайского Буддизма. Основная обязанность Дже Кхенпо — возглавлять Комиссию и выносить решения по вопросам доктрины при содействии пяти Лопонов. Дже Кхенпо также отвечает за многие важные литургические и религиозные обязанности по всей стране. Кроме короля Бутана, только Дже Кхенпо может носить шафрановый кабни.